# Скрытнохоботники
Скрытнохоботники (лат. Ceutorhynchus) — род жуков-долгоносиков из подсемейства Baridinae.

## Распространение
Распространены на территории Евразии и Северной Америки. В неарктическом регионе встречаются 75 видов. В ископаемом состоянии известны из балтийского и ровенского янтарей.

## Описание
В основном это жуки небольших размеров, в среднем достигающие 1—4 мм. Тело выпуклое, разной окраски. Скрытнохоботники имеют длинный, узкий хоботок, достигающий половины длины тела. Глаза с верхней стороны частично или полностью прикрыты.

## Экология
Некоторые виды могут являться сельскохозяйственными вредителями, главным образом Ceutorhynchus rapae. Главными кормовыми растениями являются представители астровых (Asteraceae) и капустных (Brassicaceae).

## Систематика
В составе рода:
- Ceutorhynchus assimilis (Paykull, 1800) — Скрытнохоботник рапсовый семенной
- Ceutorhynchus constrictus (Marsham, 1802)
- Ceutorhynchus erysimi (Fabricius, 1787) — Скрытнохоботник листовой
- Ceutorhynchus gallorhenanus Solari, 1949
- Ceutorhynchus minutus (Reich, 1797)
- Ceutorhynchus napi Gyllenhal, 1837 — Скрытнохоботник сурепковый
- Ceutorhynchus obstrictus (Marsham, 1802)
- Ceutorhynchus pallidactylus (Marsham, 1802)
- Ceutorhynchus pyrrhorhynchus (Marsham, 1802)
- Ceutorhynchus resedae (Marsham, 1802)
- Ceutorhynchus roberti Gyllenhal, 1837
- Ceutorhynchus rusticus Gyllenhal, 1837
- Ceutorhynchus scrobicollis Neresheimer et Wagner, 1924
- Ceutorhynchus striatodenticulatus (Goeze, 1777)
- Ceutorhynchus sulcatus C. Brisout de Barneville, 1869 — Слоник виноградный
- Ceutorhynchus typhae (Herbst, 1795)